# Phoneyusa bouvieri
Phoneyusa bouvieri är en spindelart som beskrevs av Lucien Berland 1917. Phoneyusa bouvieri ingår i släktet Phoneyusa och familjen fågelspindlar.
Artens utbredningsområde är Madagaskar. Inga underarter finns listade i Catalogue of Life.